# Гродненская пуща
Биосферный резерват «Гродненская пуща» (бел. Гродзенская пушча) — природоохранная территория, которая находится в Гродненском районе Гродненской области Беларуси, за 15—20 км на север и северо-восток от города Гродно, в междуречье Немана и Котры.

## История
В XVI веке пуща простиралась от реки Нарвы до Городка и называлась Переломской пущей.
Во время восстания 1863—1864 годов на территории пущи базировались партизанские отряды повстанцев. В период с августа 1944 года по февраль 1945 года здесь действовала Армия Крайова.
После Второй мировой войны лесной массив перешёл к Белорусской ССР. С 1991 года — в границах независимой Беларуси.
Биосферный резерват площадью 20903 га создан в 2007 году путём объединения Сапоцкинского и Гожского биологических заказников постановлением Совета Министров РБ от 27.12.2007 г. № 1833.

## Описание
Заказник считается одним из наиболее экологически чистых мест в Беларуси, имеет большое значение как эталон для равнинных ландшафтов Европы.
В резервате выделено 57 типов леса 12 лесных формаций. Преобладают вересково-мшистые боры.
В центральной части пущи с севера на юг простирается система озёр, наибольшее из них Белое. На запад от озера Белое вдоль реки Стриевки лежит заболоченная низменность с черноольховыми и пушистоберёзовыми лесами, приболотными ельниками. На восток от озера расположен болотный массив Святое с верхними, переходными сфагновыми и осоково-сфагновыми хвойниками и березниками, по опушкам низинные березовики и ольшаники с системой оросительных каналов.

## Флора
В флоре обнаружены 801 вид сосудистых растений и 770 видов покрытосеменных, которые относятся к 425 родам и 111 семействам. На территории заказника растут 19 видов охраняемых растений, в том числе тайник яйцевидный (Listera ovata), баранец обыкновенный (Huperzia selago), берула прямая (Berula erecta), лилия кудреватая (Lilium martagon), прострел луговой (Pulsatilla pratensis), многоножка обыкновенная (Polypodium vulgare), шпажник черепитчатый (Gladiolus imbricatus), ветреница лесная (Anemone sylvestris), пусторёберник обнажённый (Cenolophium denudatum), горечавка крестовидная (Gentiana cruciata), зверобой горный (Hypericum montanum), одноцветка одноцветковая (Moneses uniflora), костёр Бенекена (Bromopsis benekenii), лопух дубровный (Arctium nemorosum), любка зелёноцветная (Platanthera chlorantha), тайник сердцевидный (Listera cordata), медуница мягкая (Pulmonaria mollis).
Некоторые виды растений, например, бурачок Гмелина (Alyssum gmelinii), Pulsatilla bohemica, овсяница песочная (Festuca psammophila), обнаруженные в Беларуси только на этой территории.

## Фауна
Установлено обитание 224 видов наземных позвоночных животных, из которых 41 принадлежит к млекопитающим, 131 — птицам, 5 — пресмыкающимся и 12 — к земноводным. К охраняемым видам относится 37 видов животных, в том числе зубр.